# خاورپایین
خاورپایین روستایی در دهستان مصعبی بخش آیسک شهرستان سرایان استان خراسان جنوبی ایران است. بر پایه سرشماری عمومی نفوس و مسکن در سال ۱۳۹۰ جمعیت این روستا ۲۸ نفر (در ۱۰ خانوار) بوده است.

## موقعیت
خاور پایین در فاصله ۵۳ کیلومتری جنوب فردوس قرار دارد.